# Danda (Einheit)
Die Danda oder Rute ist ein Längenmaß in Kaschmir besonders zur Landvermessung. Es wurde auch als Flächenmaß genutzt. Als indische Stunde war es der sechzigste Teil des Tages oder 24 Minuten.
- 1 Danda = 4 Ilahy-Guz = 11 Fuß (engl.)

Als Flächenmaß war von der Bega abgeleitet:
- 1 Danda = 4 Quadrat-Guz
- 1 Bega  = 900 Danda